# Zamkowa Przełęcz
Zamkowa Przełęcz – znajdująca się na wysokości 769 m n.p.m. przełęcz pomiędzy dwoma szczytami Masywu Trzech Koron w Pieninach Właściwych: Zamkową Górą (799 m) i Ostrym Wierchem (851 m). Zachodnie zbocza spod przełęczy opadają do doliny Hulińskiego Potoku, wschodnie stromym urwiskiem do Dunajca, do Doliny Szerokiej. Cały rejon przełęczy jest skalisty i porośnięty lasem. Z przełęczy jest już zaledwie ok. 100 m do ruin Zamku Pieniny, do którego prowadzi ubezpieczona balustradą galeria w zachodniej ścianie Góry Zamkowej.
Znajduje się w Pienińskim Parku Narodowym w granicach Krościenka nad Dunajcem, w województwie małopolskim, w powiecie nowotarskim.

## Szlaki turystyczne
– ze Szczawnicy przez przeprawę promową Nowy Przewóz, Sokolicę, Czertezik, Czerteż, Bajków Groń, Zamkową Górę, Ostry Wierch i Siodło na Trzy Korony. Przejście zajmuje ok. 4 h. Powrót możliwy krótszą trasą przez przełęcz Szopkę.